# Вапіле
Вапіле (перс. واپيله) — село в Ірані, у дегестані Салеган, у Центральному бахші, шагрестані Хомейн остану Марказі. За даними перепису 2006 року, його населення становило 66 осіб, що проживали у складі 25 сімей.

## Клімат
Середня річна температура становить 13,85 °C, середня максимальна – 32,81 °C, а середня мінімальна – -9,08 °C. Середня річна кількість опадів – 203 мм.
| Клімат поселення                              | Клімат поселення | Клімат поселення | Клімат поселення | Клімат поселення | Клімат поселення | Клімат поселення | Клімат поселення | Клімат поселення | Клімат поселення | Клімат поселення | Клімат поселення | Клімат поселення | Клімат поселення |
| Показник                                      | Січ.             | Лют.             | Бер.             | Квіт.            | Трав.            | Черв.            | Лип.             | Серп.            | Вер.             | Жовт.            | Лист.            | Груд.            |                  |
| Середній максимум, °C                         | 9,93             | 12,30            | 17,58            | 22,98            | 26,97            | 30,88            | 32,81            | 32,20            | 28,38            | 22,64            | 16,57            | 10,30            |                  |
| Середня температура, °C                       | 0,42             | 2,80             | 8,08             | 13,48            | 17,47            | 21,38            | 26,10            | 25,48            | 21,64            | 15,91            | 9,85             | 3,56             |                  |
| Середній мінімум, °C                          | −9,08            | −6,7             | −1,42            | 3,98             | 7,96             | 11,88            | 19,36            | 18,76            | 14,92            | 9,19             | 3,11             | −3,16            |                  |
| Норма опадів, мм                              | 35               | 33               | 36               | 24               | 15               | 2                | 2                | 1                | 0                | 7                | 20               | 28               |                  |
| Середньомісячна швидкість вітру, м/с          | 1.60             | 2.06             | 2.60             | 2.89             | 2.72             | 2.50             | 2.56             | 2.39             | 2.20             | 2.07             | 1.92             | 1.40             |                  |
| Середньомісячна сонячна радіація, кДж/м²·день | 9702             | 13093            | 15564            | 18834            | 22683            | 26669            | 25815            | 24454            | 21424            | 16099            | 11454            | 9397             |                  |
| --------------------------------------------- | ---------------- | ---------------- | ---------------- | ---------------- | ---------------- | ---------------- | ---------------- | ---------------- | ---------------- | ---------------- | ---------------- | ---------------- | ---------------- |
| Джерело:                                      |                  |                  |                  |                  |                  |                  |                  |                  |                  |                  |                  |                  |                  |